# توكوغاوا يوشينوبو

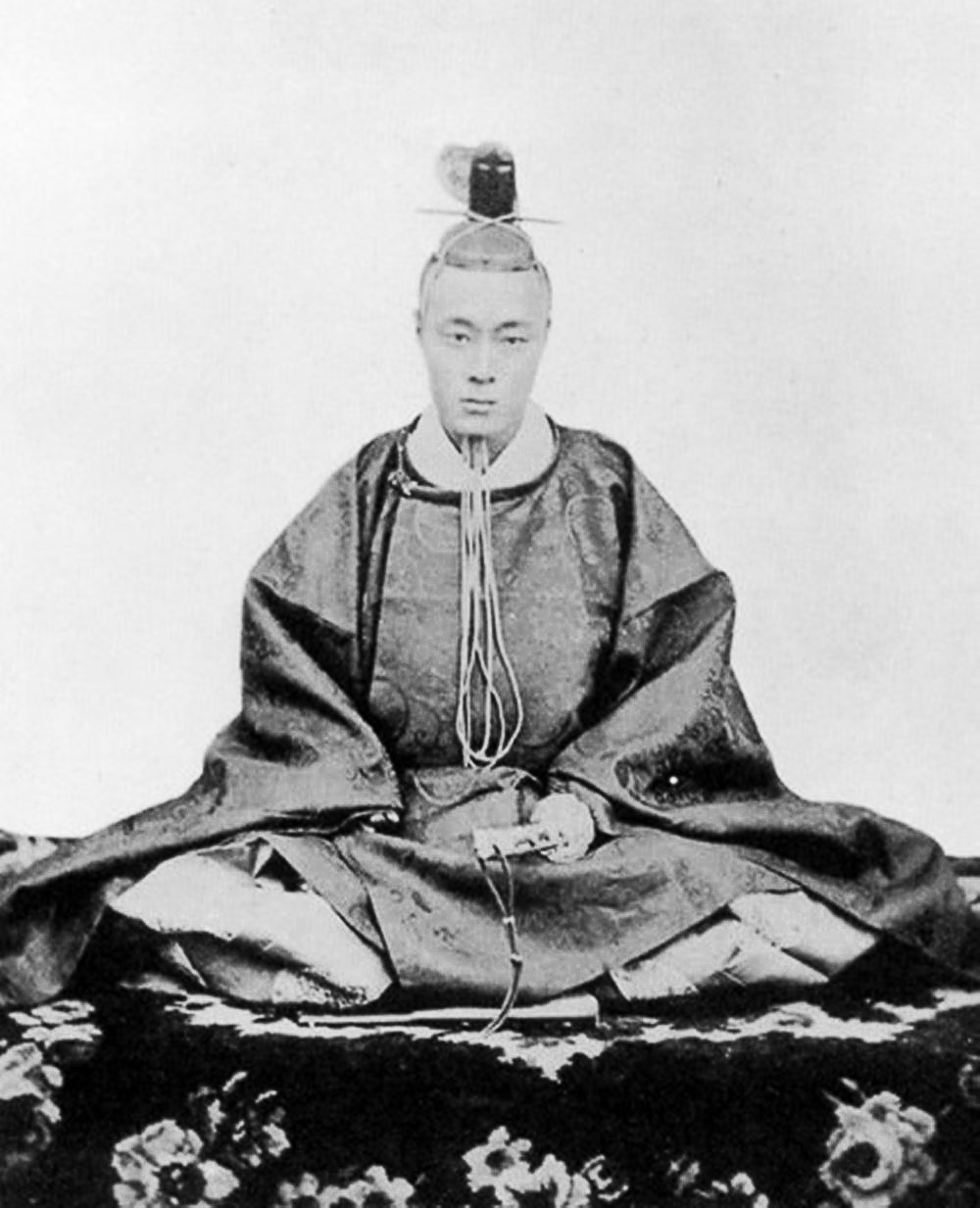
توكوغاوا يوشينوبو.

توكوغاوا يوشينوبو (باليابانية: 徳川 慶喜) عاش في الفترة بين (28 أكتوبر 1837 - 22 نوفمبر 1913) كان الشوغون الخامس عشر والأخير في شوغونية توكوغاوا والذي حكم في الفترة بين 29 أغسطس 1866 حتى 19 نوفمبر 1867. كان يوشينوبو جزء من الحركة الداعية لإعادة هيكلة نظام الشوغون إلا أنه لم يفلح في ذلك مع نجاح حركة استعراش ميجي. بعد تقاعده عاش يوشينوبو في عزلة عن العامة حتى وفاته عام 1913.

## روابط خارجية
- توكوغاوا يوشينوبو على موقع الموسوعة البريطانية (الإنجليزية)